# Saint-Agil
Saint-Agil település Franciaországban, Loir-et-Cher megyében. Lakosainak száma 279 fő (2018. január 1.). Saint-Agil Arville, Boursay, Choue, La Fontenelle, Oigny és Souday községekkel határos.

## Népesség
A település népessége az elmúlt években az alábbi módon változott:
| Lakosok száma | 379  | 340  | 282  | 274  | 258  | 269  | 271  | 270  | 278  | 279  |
|               | 1968 | 1975 | 1982 | 1990 | 1999 | 2011 | 2013 | 2015 | 2017 | 2018 |